# 鼓浪屿日本领事馆旧址
鼓浪屿日本领事馆旧址位于中国福建省厦门市鼓浪屿，是全国重点文物保护单位鼓浪屿近代建筑群的子项目之一。
领事馆于1897年建成，坐西南朝东北，砖石结构，地表两层，地下一层防潮层，为英式风格的建筑。东南侧另有住宅及警察署大楼，1928－1929年间竣工，平顶砖混结构，共四层，地下设小牢房5间。